# Geogarypus italicus
Espèce
Geogarypus italicus est une espèce de pseudoscorpions de la famille des Geogarypidae.

## Distribution
Cette espèce est endémique d'Italie.

## Description
Les mâles mesurent de 1,45 à 1,9 mm et les femelles de 1,65 à 2,3 mm.

## Étymologie
Son nom d'espèce lui a été donné en référence au lieu de sa découverte, l'Italie.

## Publication originale
- Gardini, Galli & Zinni, 2017 : Redescription of Geogarypus minor, type species of the genus Geogarypus, and description of a new species from Italy (Pseudoscorpiones: Geogarypidae). Journal of Arachnology, vol. 45, no 3, p. 424-443 (texte intégral).